# Madracis profunda
Espèce
Statut CITES
Madracis profunda est une espèce de coraux appartenant à la famille des Astrocoeniidae ou la famille Pocilloporidae.